# А-Лига
А-Лигата е най-високото ниво на професионалния футбол в Австралия.

## Структура
Първенството както другите професионални в страната, излъчва шампион след плей-офи. Финалния двубой се нарича големия финал, термин използван и в другите австралийски спортове.

## Отбори за сезон 2014/15
- Аделаида Юнайтед
- Бризбейн Роър
- Сентръл Коуст Маринърс
- Мелбърн Сити
- Мелбърн Виктори
- Нюкасъл Джетс
- Пърт Глори
- Сидни
- Уелингтън Финикс
- Уестърн Сидни Уондърърс

## Шампиони по клубове
| Клуб                    | Шампион | Години     |
| ----------------------- | ------- | ---------- |
| Сентръл Коуст Маринърс  | 2       | 2008, 2012 |
| Мелбърн Виктори         | 2       | 2007, 2009 |
| Бризбейн Роър           | 2       | 2011, 2014 |
| Аделаида Юнайтед        | 1       | 2006       |
| Сидни                   | 1       | 2010       |
| Уестърн Сидни Уондърърс | 1       | 2013       |

|  | Тази страница частично или изцяло представлява превод на страницата A-League в Уикипедия на английски. Оригиналният текст, както и този превод, са защитени от Лиценза „Криейтив Комънс – Признание – Споделяне на споделеното“, а за съдържание, създадено преди юни 2009 година – от Лиценза за свободна документация на ГНУ. Прегледайте историята на редакциите на оригиналната страница, както и на преводната страница, за да видите списъка на съавторите. ВАЖНО: Този шаблон се отнася единствено до авторските права върху съдържанието на статията. Добавянето му не отменя изискването да се посочват конкретни източници на твърденията, които да бъдат благонадеждни. |